# Jaime Manuel Fernández González
Jaime Manuel Fernández González (La Vega, 4 de septiembre de 1920 - Santo Domingo, 6 de septiembre de 1988) fue un catedrático, político y masón dominicano.
Profesor Meritísimo de la Universidad Autónoma de Santo Domingo, obtuvo el doctorado en Derecho Summa Cum Laude en 1953.
Fue condecorado con la orden de Boyacá en la República de Colombia.

## Vida masónica
Como Gran Maestro de la Gran Logia de la República Dominicana, se convirtió en el principal líder de la Masonería Continental al ser elegido unánimemente como Presidente de la Confederación Masónica Interamericana, siendo el primer dominicano que ostentó esa alta posición.
En 1970, presidió la VIII Conferencia Interamericana de la Masonería Simbólica.
Fue Gran Maestro de la Gran Orden Unida de Odfelos en la República Dominicana y desempeñó altas posiciones siendo además miembro de honor de 57 logias masónicas nacionales e internacionales.

## Vida política
Siendo Secretario de Estado de la Presidencia, medió en la retirada de la Fuerza Interamericana de Paz del territorio dominicano durante la invasión norteamericana de abril de 1965
Al fallecer el expresidente de la República, García Godoy, el presidente fundador del Movimiento de Conciliación Nacional (MCN), Jaime Manuel Fernández González, lo sustituyó.
Fue candidato presidencial por el Movimiento de Conciliación Nacional en las elecciones de 1970, 1974 y 1978. Fue uno de los oradores centrales del histórico mitin del Bloque de la Dignidad Nacional celebrado por diversos partidos políticos en una manifestación unitaria.

## Vida magisterial
Fue catedrático en la Universidad Autónoma de Santo Domingo en Derecho Internacional Privado y Público.  Fundó varias escuelas como el Centro Masónico de Estudios, la Escuela Primaria y Secundaria de Villa Faro.

## Nombramientos y distinciones
Entre sus cargos en la Administración Pública, desempeñó los de Consultor Jurídico de la Secretaría de Interior y Policía, Secretario General de la Liga Municipal Dominicana, donde organizó y forjó el Sistema Administrativo de los Ayuntamientos del país. Superintendente de Bancos; Controlador y Auditor General de la República, Secretario General de la Universidad Autónoma de Santo Domingo; profesor titular de Derecho Internacional Privado y Público de la Facultad de Ciencias Jurídicas de la Universidad Autónoma de Santo Domingo (UASD); Secretario Administrativo de la Presidencia; Secretario de Estado de Relaciones Exteriores; Presidente de Educación y Presidente del Consejo Nacional de Educación. Presidente de la Confederación Masónica Interamericana; Vicepresidente del Comité Olímpico Dominicano; Gran Maestro Emérito de la Orden Odfélica; Presidente de la Delegación Dominicana ante el primer periodo ordinario de sesiones de la Organización de Estados Americanos, Presidencia de la Comisión Jurídica y Política de la OEA; Presidente de la Delegación Nacional ante el XXV Período de la Organización de Estados Americanos (OEA) de sesiones de la Asamblea General de las Naciones Unidas; Presidente de la Delegación Dominicana ante la IV y V reuniones de la Comisión Conjunta Dominico-Puertorriqueña; Oficial de la República en Reuniones de Cancilleres y Ejecutivo de la Confederación Masónica Interamericana.
Recibió la Condecoración de la Orden del Mérito de Duarte, Sánchez y Mella, en el Grado de Gran Cruz Placa de Plata el 10 de septiembre de 1970 y, además, la Orden de Cristóbal Colón el 1° de abril del 1971.
La República de El Salvador le confirió la Orden Nacional José Matías Delgado en el Grado de Gran Cruz de Plata. Recibió la condecoración de la Orden de la Nube Propicia en el Grado de Gran Cordón del Gobierno de República de China (Taiwán), el 24 de octubre de 1971. También fue condecorado por el presidente de la República de Colombia. Se le confirió la condecoración de la Gran Cruz de la Orden de Boyacá el 20 de abril de 1971, así como la  Orden de Rubén Darío de Nicaragua.
También fue condecorado por el presidente Salvador Allende. Durante su visita a Haití, recibió la Orden Nacional Panamericana de Pétion y Bolívar, y la Orden de Rubén Darío, en la República de El Salvador.
Holanda le distinguió con la Orden de Orange-Nassau de los Países Bajos, y obtuvo la medalla de Oro del Peregrino Distinguido de Jerusalén, así como la gran cruz de la Orden del Mérito Civil de España.
Se entrevistó con el papa Pablo VI en la Ciudad del Vaticano, en el año 1973 y con el papa Juan Pablo II, en 1986.
Presidente del Comité de Impedidos y ancianidad del Club Rotario Santo Domingo Mirador. Diplomado de Reconocimiento de la Asociación de Profesores de Ciencias Jurídicas y Políticas de la UASD.
El Ayuntamiento del Distrito Nacional lo distinguió designando con su nombre una calle ubicada en el sector de Arroyo Hondo.